# Bobsleigh nos Jogos Olímpicos de Inverno de 2018 - Equipes masculinas
A competição de equipes masculinas do bobsleigh nos Jogos Olímpicos de Inverno de 2018 foi disputada no Centro de Deslizamento Olímpico, em Daegwallyeong-myeon, Pyeongchang, entre 24 e 25 de fevereiro.

## Medalhistas
|  | GER Alemanha                                                     |  | GER Alemanha                                           |  | KOR Coreia do Sul                                     |
|  | Francesco Friedrich Candy Bauer Martin Grothkopp Thorsten Margis |  | Nico Walther Kevin Kuske Alexander Rödiger Eric Franke |  | Won Yun-jong Jun Jung-lin Seo Young-woo Kim Dong-hyun |

## Resultados
| Pos. | Bib | País                                                                                              | 1ª descida | 2ª descida | 3ª descida | 4ª descida | Total   | Diferença |
| ---- | --- | ------------------------------------------------------------------------------------------------- | ---------- | ---------- | ---------- | ---------- | ------- | --------- |
| 01 ! | 7   | GER Alemanha Francesco Friedrich Candy Bauer Martin Grothkopp Thorsten Margis                     | 48.54      | 49.01      | 48.76      | 49.54      | 3:15.85 | —         |
| 02 ! | 8   | GER Alemanha Nico Walther Kevin Kuske Alexander Rödiger Eric Franke                               | 48.74      | 49.16      | 48.90      | 49.58      | 3:16.38 | +0.53     |
| 03 ! | 1   | KOR Coreia do Sul Won Yun-jong Jun Jung-lin Seo Young-woo Kim Dong-hyun                           | 48.65      | 49.19      | 48.89      | 49.65      | 3:16.38 | +0.53     |
| 4    | 16  | SUI Suíça Rico Peter Thomas Amrhein Simon Friedli Michael Kuonen                                  | 49.05      | 49.16      | 48.87      | 49.51      | 3:16.59 | +0.74     |
| 5    | 10  | LAT Letônia Oskars Melbārdis Daumants Dreiškens Arvis Vilkaste Jānis Strenga                      | 48.82      | 49.39      | 48.91      | 49.53      | 3:16.65 | +0.80     |
| 6    | 9   | CAN Canadá Justin Kripps Jesse Lumsden Alexander Kopacz Oluseyi Smith                             | 48.85      | 49.28      | 48.95      | 49.61      | 3:16.69 | +0.84     |
| 7    | 14  | AUT Áustria Benjamin Maier Kilian Walch Markus Sammer Dănuț Moldovan                              | 49.10      | 49.21      | 49.03      | 49.56      | 3:16.90 | +1.05     |
| 8    | 6   | GER Alemanha Johannes Lochner Christian Poser Christopher Weber Christian Rasp                    | 48.95      | 49.26      | 49.10      | 49.80      | 3:17.11 | +1.26     |
| 9    | 13  | USA Estados Unidos Codie Bascue Evan Weinstock Steven Langton Sam McGuffie                        | 49.09      | 49.26      | 49.08      | 49.77      | 3:17.28 | +1.43     |
| 10   | 12  | LAT Letônia Oskars Ķibermanis Jānis Jansons Helvijs Lūsis Matīss Miknis                           | 49.18      | 49.26      | 49.34      | 49.63      | 3:17.41 | +1.56     |
| 11   | 18  | FRA França Loïc Costerg Vincent Ricard Vincent Castell Dorian Hauterville                         | 49.09      | 49.36      | 49.19      | 49.92      | 3:17.56 | +1.71     |
| 12   | 21  | CAN Canadá Nick Poloniato Cameron Stones Joshua Kirkpatrick Ben Coakwell                          | 49.40      | 49.23      | 49.51      | 49.67      | 3:17.81 | +1.96     |
| 13   | 5   | POL Polônia Mateusz Luty Arnold Zdebiak Łukasz Miedzik Grzegorz Kossakowski                       | 49.04      | 49.59      | 49.46      | 49.80      | 3:17.89 | +2.04     |
| 14   | 3   | SUI Suíça Clemens Bracher Alain Knuser Martin Meier Fabio Badraun                                 | 49.06      | 49.54      | 49.59      | 49.72      | 3:17.91 | +2.06     |
| 15   | 20  | OAR Atletas Olímpicos da Rússia Maxim Andrianov Alexey Zaitsev Vasiliy Kondratenko Ruslan Samitov | 49.43      | 49.39      | 49.56      | 49.56      | 3:17.94 | +2.09     |
| 16   | 11  | CAN Canadá Christopher Spring Lascelles Brown Bryan Barnett Neville Wright                        | 49.06      | 49.54      | 49.46      | 49.86      | 3:17.96 | +2.11     |
| 17   | 17  | GBR Grã-Bretanha Brad Hall Nick Gleeson Joel Fearon Greg Cackett                                  | 49.25      | 49.68      | 49.64      | 49.69      | 3:18.26 | +2.41     |
| 18   | 15  | GBR Grã-Bretanha Lamin Deen Ben Simons Toby Olubi Andrew Matthews                                 | 49.44      | 49.45      | 49.66      | 49.74      | 3:18.29 | +2.44     |
| 19   | 22  | USA Estados Unidos Nick Cunningham Hakeem Abdul-Saboor Christopher Kinney Samuel Michener         | 49.60      | 49.50      | 49.74      | 49.70      | 3:18.54 | +2.69     |
| 20   | 19  | USA Estados Unidos Justin Olsen Nathan Weber Carlo Valdes Christopher Fogt                        | 49.62      | 49.71      | 49.66      | 49.56      | 3:18.55 | +2.70     |
| 21   | 2   | CZE República Checa Dominik Dvořák Jaroslav Kopřiva Jan Šindelář Jakub Nosek                      | 49.07      | 49.97      | 50.05      | —          | 2:29.09 | —         |
| 22   | 24  | AUT Áustria Markus Treichl Ekemini Bassey Markus Glueck Marco Rangl                               | 49.73      | 49.83      | 49.68      | —          | 2:29.24 | —         |
| 23   | 23  | BRA Brasil Edson Bindilatti Edson Ricardo Martins Odirlei Pessoni Rafael Souza da Silva           | 49.75      | 49.94      | 49.80      | —          | 2:29.49 | —         |
| 24   | 28  | CZE República Checa Jan Vrba Dominik Suchý David Egydy Jan Stokláska                              | 49.73      | 49.81      | 50.05      | —          | 2:29.59 | —         |
| 25   | 4   | AUS Austrália Lucas Mata David Mari Lachlan Reidy Hayden Smith                                    | 49.72      | 49.91      | 50.07      | —          | 2:29.70 | —         |
| 26   | 26  | CHN China Shao Yujin Li Chunjian Wang Sidong Shi Hao                                              | 49.79      | 50.01      | 49.94      | —          | 2:29.74 | —         |
| 27   | 25  | ITA Itália Simone Bertazzo Lorenzo Bilotti Francesco Costa Simone Fontana                         | 49.92      | 49.94      | 50.02      | —          | 2:29.88 | —         |
| 28   | 27  | CRO Croácia Dražen Silić Mate Mezulić Benedikt Nikpalj Antonio Zelić                              | 50.18      | 50.64      | 50.63      | —          | 2:31.45 | —         |
| 29   | 29  | ROU Romênia Dorin Alexandru Grigore Florin Cezar Crăciun Levente Bartha Paul-Septimiu Muntean     | 50.55      | 50.79      | 50.81      | —          | 2:32.15 | —         |

Legenda
| Recorde mundial      | Recorde mundial (World record)               |                       | Recorde africano                      | Recorde africano (African) |                                           | Q | Classificado por posição (Qualified) |
| Recorde olímpico     | Recorde olímpico (Olympic record)            | Recorde da América    | Recorde da América (Americas)         | q                          | Classificado por melhor tempo (Qualified) |   |                                      |
| Recorde de pista     | Recorde da pista (Track record)              | Recorde asiático      | Recorde asiático (Asian)              | DNS                        | Não largou (Did not start)                |   |                                      |
| Recorde nacional     | Recorde nacional (National record)           | Recorde europeu       | Recorde europeu (European)            | DNF                        | Não terminou (Did not finish)             |   |                                      |
| Recorde pessoal      | Recorde pessoal do atleta (Personal best)    | Recorde da Oceania    | Recorde da Oceania (Oceania)          | DSQ / DQ                   | Desclassificado (Disqualified)            |   |                                      |
| Recorde da temporada | Recorde da temporada do atleta (Season best) | Recorde sul-americano | Recorde sul-americano (South America) | NM                         | Sem marca (No mark)                       |   |                                      |